# Олуяз (Кукморский район)
Олуя́з (тат. Олыяз) — село в Кукморском районе Республики Татарстан, административный центр Олуязского сельского поселения.

## Этимология названия
Топоним произошёл от татарских слов «олы» (большой) и «яз» (весна).

## География
Село находится на реке Бурец, в 20 км к северо-западу от районного центра, города Кукмора.

## История
Село Олуяз (также было известно под названиями Наусть Нурма (Новеч-Норма), Ульяз, Большая Шикша) упоминается в первоисточниках с 1678 года.
В сословном плане, вплоть до 1860-х годов жители села относились к государственным крестьянам. Их основными занятиями в то время были земледелие, скотоводство, валяние валенок.
В конце XIX века в селе работали 3 завода по производству валяной обуви. 
В «Списке населенных мест по сведениям 1859—1873 годов», изданном в 1876 году, населённый пункт упомянут как казённая деревня Наусть-Нурмы 2-го стана Малмыжского уезда Вятской губернии. Располагалась при ключе Наусть-Нурминском, по правую сторону Елабужского почтового тракта, в 38 верстах от уездного города Малмыжа и в 25 верстах от становой квартиры в казённом селе Поляны (Вятские Поляны). В деревне, в 135 дворах жили 853 человека (423 мужчины и 430 женщин), была мечеть.
По сведениям из первоисточников, в 1896 году было открыто медресе.
С 1930 года в селе работали коллективные сельскохозяйственные предприятия.
Административно, до 1920 года село относилось к Малмыжскому уезду Вятской губернии, с 1920 года — к кантонам ТАССР, с 1930 года (с перерывом) — к Кукморскому району Татарстана.

## Население
Динамика
По данным переписей, население села увеличивалось с 853 человек в 1859 году до 1464 человек в 1905 году. В последующие годы численность населения села уменьшалась и в 2017 году составила 874 человека.
Национальный состав
По данным переписей населения, в селе проживают татары.
Известные уроженцы
М. А. Исламгалиев (р. 1945) – токарь, Герой Социалистического Труда.

## Экономика
Жители занимаются валкой валенок, полеводством и молочным скотоводством, работают преимущественно в сельскохозяйственном производственном кооперативе «Урал», крестьянских (фермерских) хозяйствах.

## Социальные объекты
В селе также действуют средняя школа, детский сад, дом культуры, библиотека, фельдшерско-акушерский пункт.

## Религиозные объекты
Мечеть (с 1915 года), медресе (с 2009 года)